# Víctor Ganoza Plaza
Víctor Manuel Fernando José Ganoza Plaza (Trujillo, 3 de agosto de 1920 - Lima, 21 de octubre de 2006) fue un ingeniero agrónomo peruano.

## Biografía
Nació en Trujillo en 1920, hijo de Manuel Ángel Ganoza Chopitea y Victoria Plaza Perales. 
Estudió en el Colegio Seminario San Carlos y San Marcelo de la ciudad de Trujillo. 
Ingresó a la Escuela Nacional de Agricultura de La Molina, en la cual obtuvo el título de ingeniero agrónomo en 1942.
Trabajó en las haciendas "Cartavio" y "Carmelo".
Fue Presidente del Consejo Nacional Agrario del Instituto de Reforma y Promoción Agraria (IRPA)
Se casó con Laura Carmela Goicochea, con quien tuvo 3 hijos.
Falleció en Lima en octubre de 2006.

### Ministro de Agricultura
El 27 de julio de 1964 fue nombrado Ministro de Agricultura por el presidente Fernando Belaúnde Terry. 
En febrero de 1965 fue interpelado por el Senado para explicar la escasez de la carne y el incremento de los precios de diversos productos agrícolas. Luego de su exposición se presentó una moción de censura, debido a que la coalición APRA-UNO consideró que sus respuestas no habían sido satisfactorias. El día 18 de febrero fue censurado por el Senado con 22 votos a favor y 19 en contra. Ganoza renunció al cargo y fue reemplazado por Javier Silva Ruete.